# Rudolf Stapfer

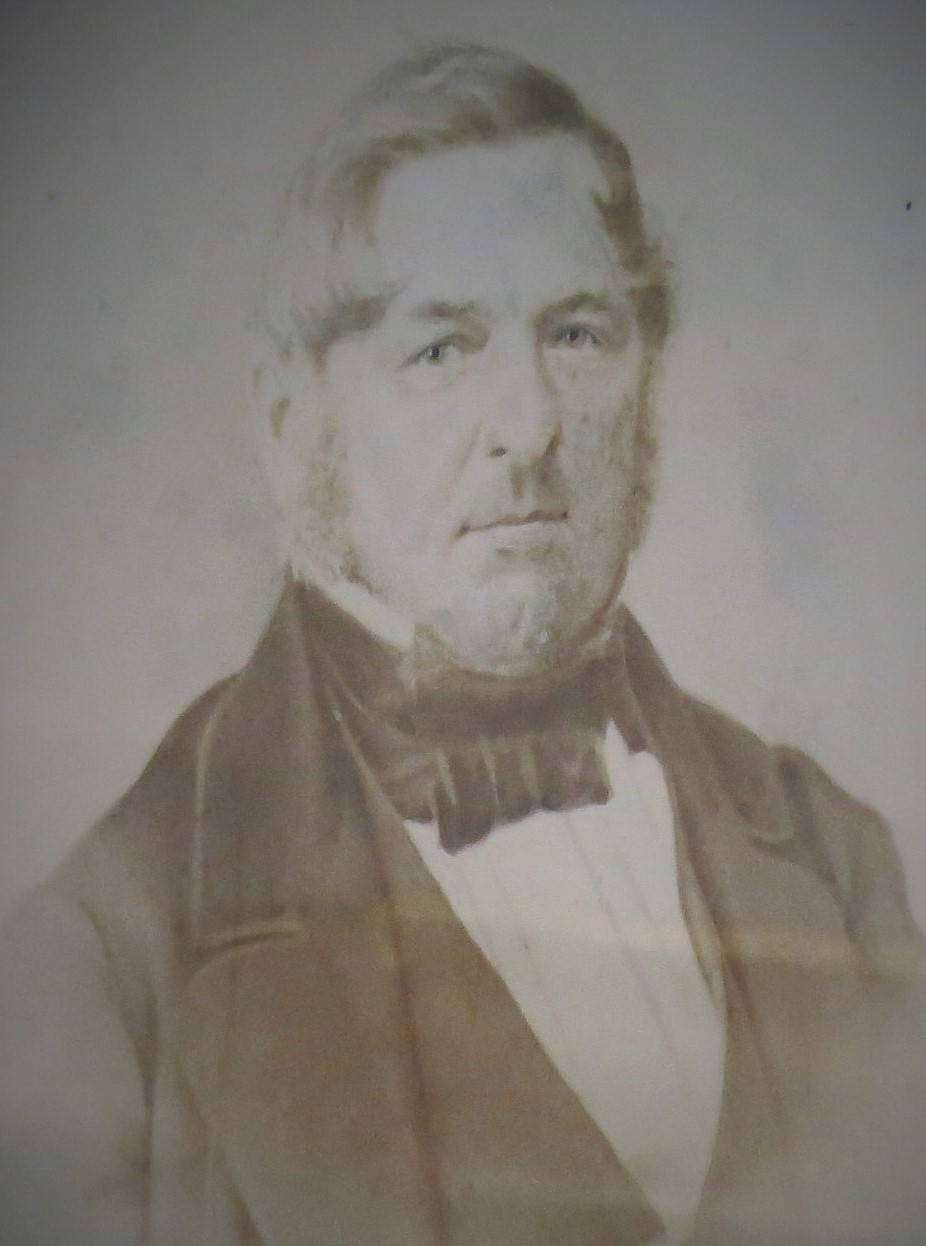
Rudolf Stapfer

Rudolf Stapfer (* 1779 in Horgen; † 17. April 1838 daselbst) war ein Schweizer Lehrer und Zürcher Kantonsrat.

## Leben und Werk
Stapfer wuchs als Sohn des Volksschullehrers Hans-Heinrich Stapfer (1737–1815) mit drei Schwestern in Horgen auf. Er besuchte die Privatschule von Rudolf Rottenschweiler (1736–1806), der ab 1798 in der Präzeptorstube (heute Seidenzimmer) der Sust Horgen unterrichtete.
1797 eröffnete er eine eigene Lehranstalt (Privatschule). Er bildete sich bei Anhängern von Johann Heinrich Pestalozzi weiter: So besuchte er Lehrerkurs bei Carl August Zeller, die auf dem Riedtli in Zürich meist im Freien abgehalten wurden. 1809 und 1810 nahm er an Lehrerkursen bei Johann Kaspar Reutlinger (1752–1815), seit 1798 Pfarrer und Schulinspektor in Rüti, teil.
Von 1815 bis 1817 besuchte Jacob Zürrer (1805–1870) das Stapfersche Institut. Er gründete 1825 die Seidenweberei Weisbrod-Zürrer AG in Hausen am Albis.

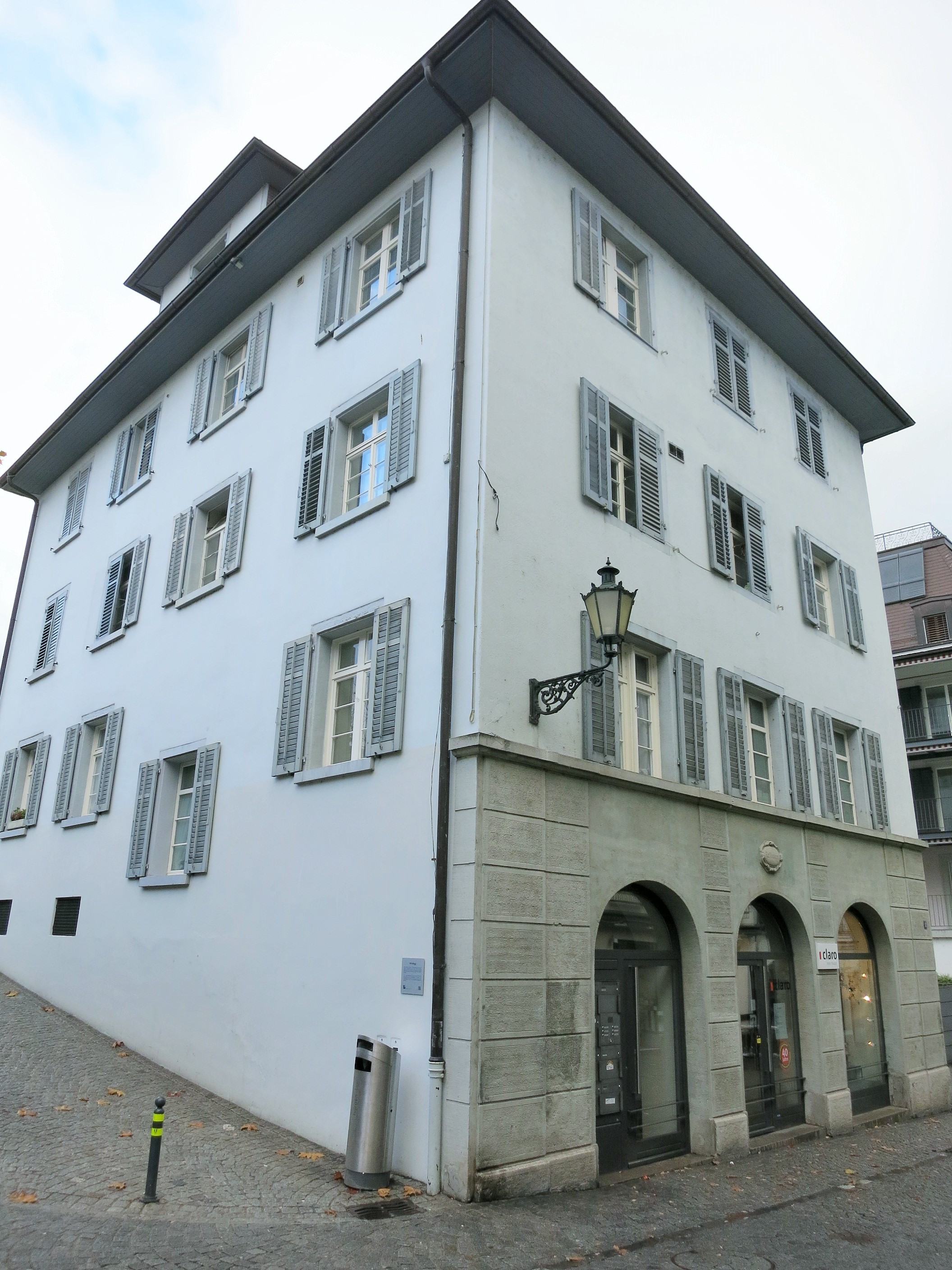
Windegg

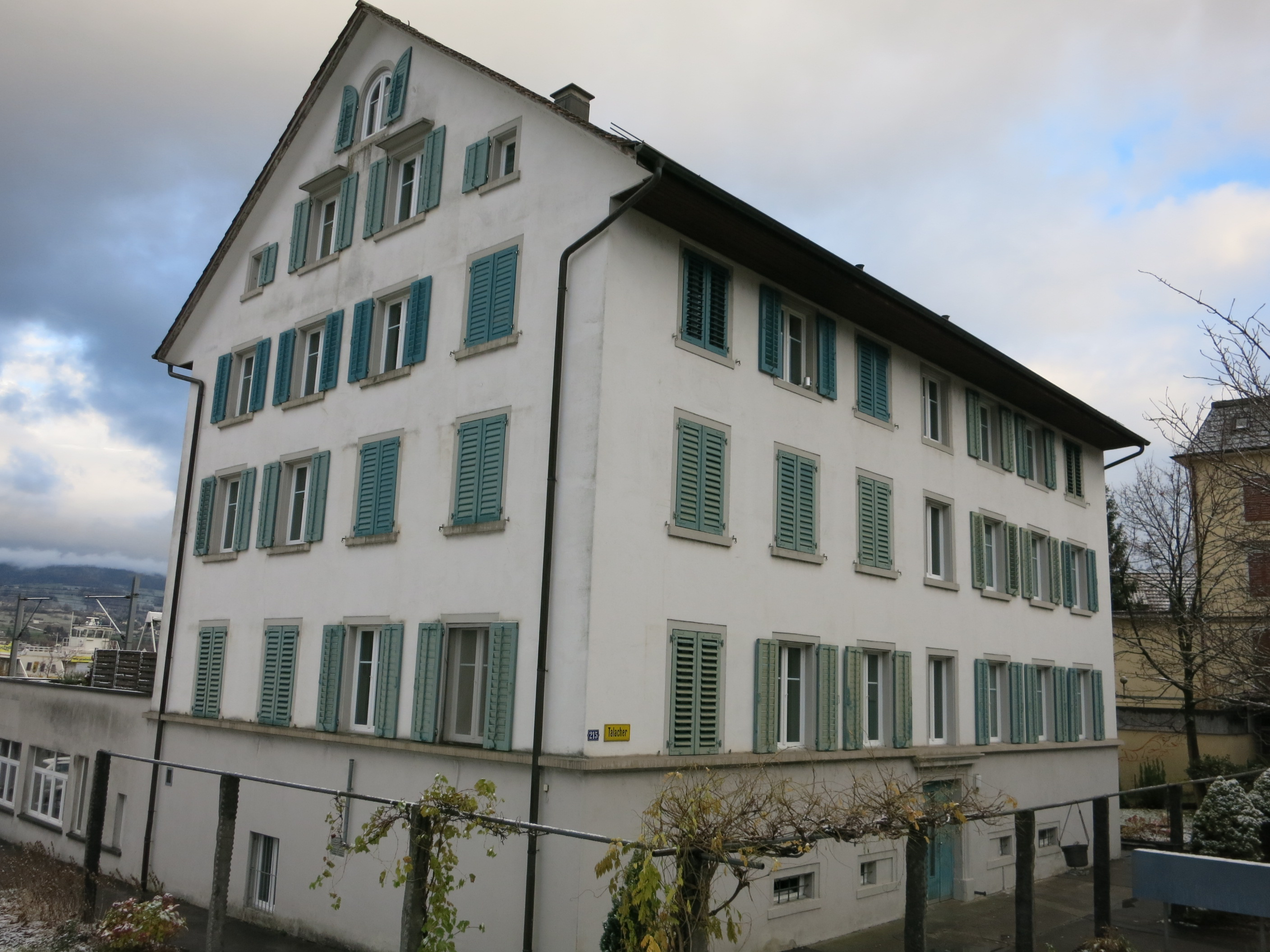
Thalacker

Nach dem Tod seines Vaters wurde ihm die Leitung der Volksschule in Horgen übergeben. Daneben führte er seine Privatschule in der «Windegg» weiter, da der damalige Volksschullehrerlohn nicht ausreichte, um seine Familie mit elf Kindern zu ernähren.
1834 errichtete er mit seinem ältesten Sohn die erweiterte Lehranstalt «Institut Stapfer» in einem neuen Gebäude im «Thalacker». Obwohl in dieser Zeit der Staat Primar-, Sekundar- und höhere Lehranstalten gründete, konnte sich das Institut Stapfer neben dem bestehenden privaten Lehrinstitut der Gebrüder Hüni gut behaupten. Bekannte Schüler waren Johann Jakob Schäppi und Johann Jakob Widmer, der später als Hilfslehrer am Institut arbeitete.
In späteren Jahren unterrichtete er weniger und diente der Gemeinde als Friedensrichter, erledigte Armen- und Waisenrechnungen und amtete als Schulvorsteher. Er wurde in den Grossen Rat gewählt. Dort trat er vehement für die Verfassungsänderung mit erweiterten Volksrechten ein und war ein Befürworter des Vetos. Er kämpfte gegen die Umtriebe der reaktionären Partei zur Untergrabung der Schulreform, die versuchte angesehene Männer der Landschaft gegen das Reformsystem umzustimmen.
Als Präsident des Schulkapitels und als Mitglied der Bezirksschulpflege hatte er grossen Einfluss, dass die Lehrerschaft an den ursprünglichen Grundsätzen der Schulreform festhielt und das Schulwesen positive Resultate zeigte. 1830 schloss er sich den freiwilligen Konferenzen an, die praktische Verbesserungen für die Lehrerbildung brachten.
Die von liberalen Politikern wie Rudolf Stapfer und der Landschaft (Ustertag) geführte Kampf für mehr Freiheitsrechte brachte die neue liberale Verfassung des Kantons Zürich von 1831. Diese bildete die Grundlage für das 1859 erlassene Unterrichtsgesetz mit der modernen Volksschule und dem Recht auf Bildung und der Unentgeltlichkeit der Primar- und Sekundarschule.
Die Gebrüder Hans-Heinrich und Jakob Stapfer und Hans-Heinrichs Sohn Rudolf Stapfer setzten sich für bessere Schullokalitäten ein und waren während vielen Jahren in Horgen als Schulmeister tätig. Das erste von der Gemeinde gebaute Schulhaus entstand 1820. Alle Wachten verfügten im 19. Jahrhundert über Schulstuben. 1835 gab es in Horgen für 574 Schüler fünf Lehrer.